# Émile Reyneau
Émile Reyneau est un homme politique français né le 30 octobre 1831 à Paris et décédé le 13 avril 1884 à Paris.

## Biographie
Propriétaire, ancien adjoint au maire du 8e arrondissement de Paris, il est élu conseiller général du canton de Mesvres en 1871. Il est député de Saône-et-Loire de 1877 à 1884, siégeant à gauche.

## Sources
- « Émile Reyneau », dans Adolphe Robert et Gaston Cougny, Dictionnaire des parlementaires français, Edgar Bourloton, 1889-1891 [détail de l’édition]